# David Etxebarria Alkorta
David Etxebarria Alkorta (Abadiño, Biscaia, 29 de juliol de 1973) és un ciclista basc, ja retirat, que fou professional entre el 1995 i el 2006.
Va començar la seva carrera professional el 1995 a l'equip ONCE, en el qual va romandre fins a l'any 2000. Les seves principals victòries van ser dues etapes del Tour de França de 1999 i l'Euskal Bizikleta del mateix any. També va guanyar el Tour de l'Avenir de 1996 i una etapa de la París-Niça dos anys després.
L'any 2001 es va incorporar a l'equip basc Euskaltel-Euskadi, amb el qual va guanyar etapes a la Volta al País Basc i a l'Euskal Bizikleta. El 2005 tornà al seu antic equip, reconvertit en Liberty Seguros, on va acabar la seva carrera professional el 2006 com a conseqüència de l'Operació Port.
Una vegada retirat va exercir de director esportiu en diferents equips ciclistes.

## Palmarès
- 1995
  - Vencedor d'una etapa del Tour de l'Avenir
- 1996
  - 1r al Tour de l'Avenir i vencedor d'una etapa
  - 1r al Gran Premi de Llodio
  - 1r al Trofeu Luis Ocaña
  - Vencedor d'una etapa de la Volta a Astúries
- 1997
  - Vencedor d'una etapa de la Volta a Suïssa
  - Vencedor d'una etapa de la Vuelta a los Valles Mineros
- 1998
  - Vencedor d'una etapa de la París-Niça
- 1999
  - 1r a l'Euskal Bizikleta
  - Vencedor de 2 etapes del Tour de França
- 2000
  - Vencedor d'una etapa de l'Euskal Bizikleta
  - Vencedor d'una etapa de la Volta a Galícia
- 2001
  - Vencedor d'una etapa de la Volta a la Comunitat Valenciana
- 2002
  - Vencedor de 2 etapes de la Volta al País Basc
  - Vencedor de 2 etapes de l'Euskal Bizikleta
- 2003
  - Vencedor d'una etapa de l'Euskal Bizikleta
- 2005
  - 1r a la Klasika Primavera

### Resultats al Tour de França
- 1997. Abandona
- 1999. 12è de la classificació general. Vencedor de 2 etapes
- 2000. Abandona
- 2001. 34è de la classificació general
- 2002. 60è de la classificació general
- 2003. Abandona
- 2004. 77è de la classificació general

### Resultats a la Volta a Espanya
- 1998. 30è de la classificació general
- 2000. Abandona
- 2001. 45è de la classificació general
- 2002. Abandona
- 2003. 29è de la classificació gener